# ديانا بيلامي
ديانا بيلامي (بالإنجليزية: Diana Bellamy)‏ هي ممثلة أمريكية، ولدت في 19 سبتمبر 1943 في الولايات المتحدة، وتوفيت بنفس المكان في 17 يونيو 2001 بسبب سرطان.

## أعمال

### أفلام
- (1991) المخلوقات 3
- (1997) اختطاف طائرة الرئيس[4][5][6]

## وصلات خارجية
- ديانا بيلامي على موقع IMDb (الإنجليزية)
- ديانا بيلامي على موقع قاعدة بيانات الفيلم (الإنجليزية)